# CART Grand Prix of Mid-Ohio 2002
CART Grand Prix of Mid-Ohio 2002 var ett race som var den elfte deltävlingen i CART World Series 2002. Racet kördes den 11 augusti på Mid-Ohio Sports Car Course i Lexington, Ohio. Patrick Carpentier tog sin andra seger för säsongen.

## Slutresultat
| Plats | Förare               | Team                | Grid | Kvaltid  |
| ----- | -------------------- | ------------------- | ---- | -------- |
| 1     | Patrick Carpentier   | Forsythe Racing     | 1    | 1.06,128 |
| 2     | Christian Fittipaldi | Newman/Haas Racing  | 2    | 1.06,263 |
| 3     | Michael Andretti     | Team Motorola       | 8    | 1.06,822 |
| 4     | Bruno Junqueira      | Chip Ganassi Racing | 6    | 1.06,714 |
| 5     | Scott Dixon          | Chip Ganassi Racing | 15   | 1.07,520 |
| 6     | Kenny Bräck          | Chip Ganassi Racing | 4    | 1.06,434 |
| 7     | Alex Tagliani        | Forsythe Racing     | 7    | 1.06,722 |
| 8     | Jimmy Vasser         | Team Rahal          | 13   | 1.07,177 |
| 9     | Shinji Nakano        | Fernández Racing    | 17   | 1.07,905 |
| 10    | Oriol Servià         | Patrick Racing      | 12   | 1.07,058 |
| 11    | Michel Jourdain Jr.  | Team Rahal          | 16   | 1.07,570 |
| 12    | Tora Takagi          | Walker Racing       | 10   | 1.06,897 |
| 13    | Cristiano da Matta   | Newman/Haas Racing  | 3    | 1.06,294 |
| 14    | Tony Kanaan          | Mo Nunn Racing      | 5    | 1.06,631 |
| 15    | Max Papis            | Fernández Racing    | 14   | 1.07,410 |
| 16    | Mario Domínguez      | Herdez Competition  | 18   | 1.08,236 |
| 17    | Dario Franchitti     | Team KOOL Green     | 11   | 1.06,961 |
| 18    | Paul Tracy           | Team KOOL Green     | 9    | 1.06,867 |